# ヴェルノニア・アミグダリナ
ヴェルノニア・アミグダリナは、熱帯アフリカに生育する小型～中型のキク科の低木である。 高さは2～5メートルに成長し、葉は楕円形で、長さは最大20センチメートル。また、樹皮は粗い。
ヴェルノニア・アミグダリナは、苦い味がすることから英語でビター・リーフ(bitter leaf)と呼ばれることがある。西アフリカに位置するカメルーンでは、葉物野菜として用いられ、ンドレという名称がある。

## 使用法

### 食用
赤道アフリカの様々な文化圏では、この植物の葉はスープやシチューに欠かせない野菜である。苦味を抑えるため、洗った後に乾燥させて肉料理に使われる。ナイジェリアでは、ホップの代わりに葉を使ってビールを醸造することもある。また、葉はナイジェリアで最も伝統的なスープの一つであるビターリーフスープにも使われる。原産地はナイジェリア東部のイボである。

### その他
ナイジェリアでは、この植物の小枝を歯の衛生のためのチューイングスティックとして使用する。また、ウガンダでは茎を石鹸の原料として使用する。ガーナでは、古い葉ではなく若い葉に強力な抗糖尿病作用と抗炎症作用があると考えられており、動物実験でもその効果が実証されている。

## 動物薬理学
野生では、チンパンジーが寄生虫感染症にかかったときに葉を摂取することが観察されている。